# 武夷凤仙花
武夷凤仙花（学名：Impatiens wuyiensis）为凤仙花科凤仙花属下的一个种，目前仅发现于中国福建省武夷山地区，生长于林下或林缘潮湿的地方或岩石表面，海拔在200米－430米之间。

## 特征
一年生草本，20-75厘米高，无毛。肉质的茎，直立，通常单形；下部节肿胀或稍肿胀。叶互生；叶片膜质，卵状椭圆形或椭圆形长圆形，很少卵形或长圆形，2.5-13厘米长，1.5-5.5厘米宽，先端渐尖，基部楔形，逐渐渐狭为1－8厘米长的叶柄（上部聚生叶近无柄），边缘具圆齿和短尖，正面深绿色，背面浅绿色和浅红色，侧脉6-8对，斜弯曲。花序在叶腋，短总状花序或伞状花序，短于叶；花序梗短于叶柄，长10-13毫米，2-4花，很少5或6花；花梗长14-20毫米，基部具苞片；苞片草质，连续，线形或狭卵形披针形，3-4毫米长，约0.5毫米宽，先端渐尖。花金黄色，长4-5厘米，宽2-2.2厘米。侧生萼片2，宽卵形或卵形圆形，长6-7毫米，宽5.5-6.5毫米，密被紫红色斑点，基部近等边，先端钝和短尖，背面中脉龙骨状。下部萼片漏斗状，长4-4.5厘米，紫红色具条纹，基部突然变窄成2.5-3厘米长，稍弯曲的距；嘴垂直，16－18毫米宽，尖端锐尖。圆形的上花瓣，长11-13毫米，宽19-21毫米，紫红色斑点，先端微缺和短尖，背面中脉龙骨状和棍棒状或在中部。侧合花瓣长22-25毫米，宽12-14毫米，紫红色具条纹，2裂；基部裂片长圆形，长8-9毫米，宽3-3.5毫米，先端钝，具一4-4.5毫米长柄；伞形的远侧裂片，先端钝，具反折和金黄色耳廓。雄蕊5；细丝4－6毫米长；花药卵球形，先端钝。子房梭形，长约3毫米，先端锐尖。蒴果棍棒状，10-20毫米长，先端具2-3.5毫米长的喙。种子卵球形，棕色，长约2.5毫米，宽约2毫米，密被疣状。